# Maxvorstadt

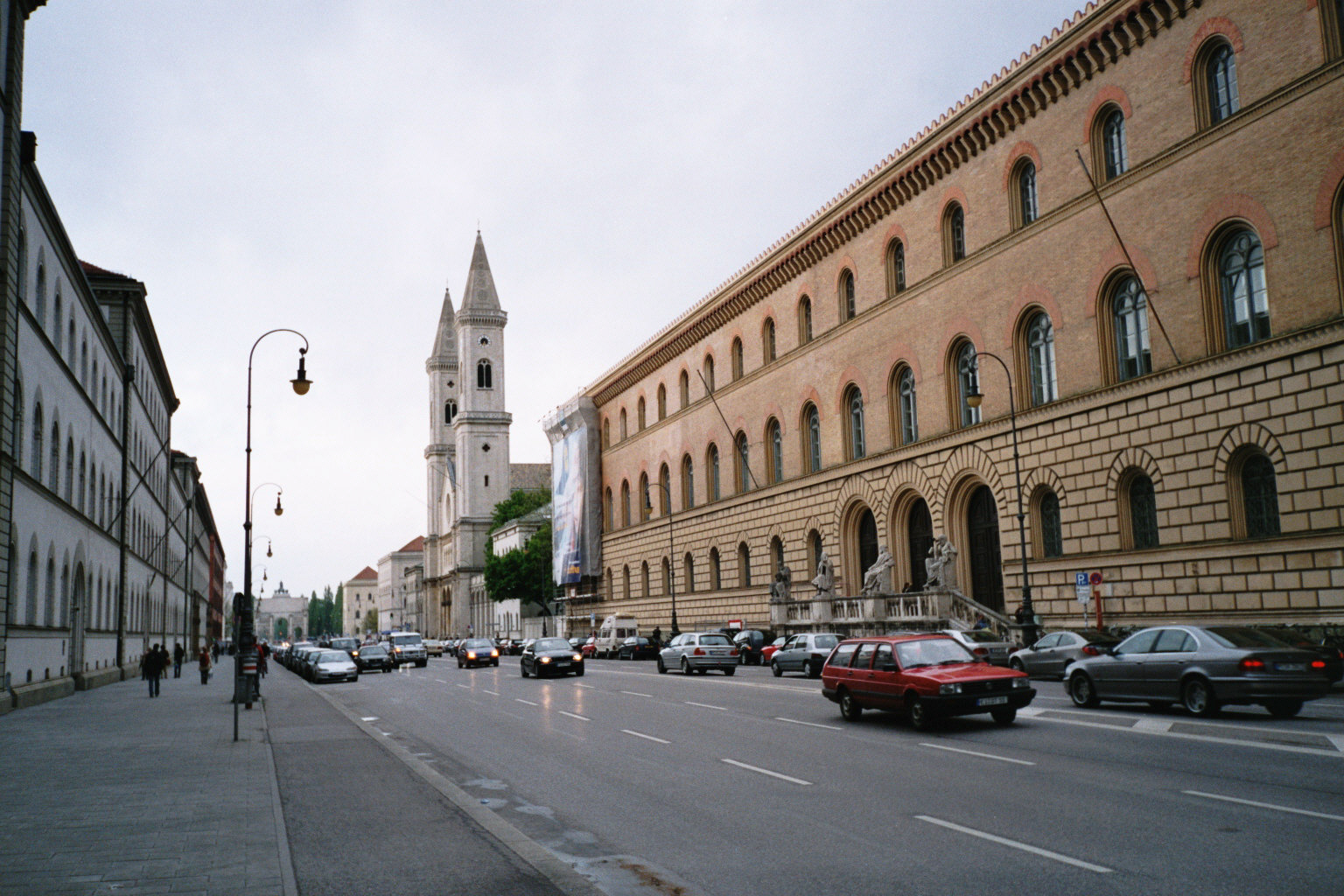
Ludwigstraße mit Staatsbibliothek und Ludwigskirche

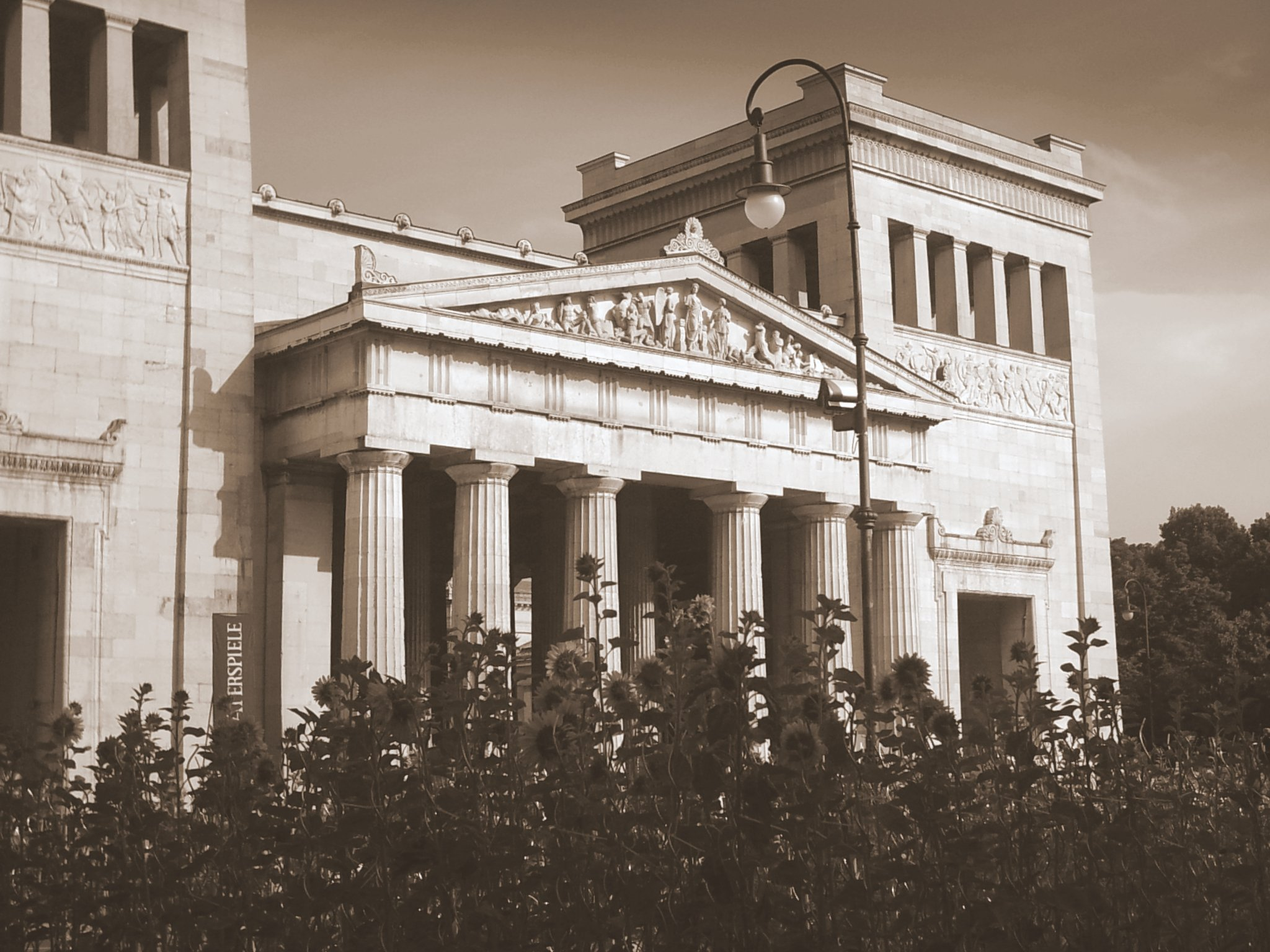
Die Propyläen am Königsplatz

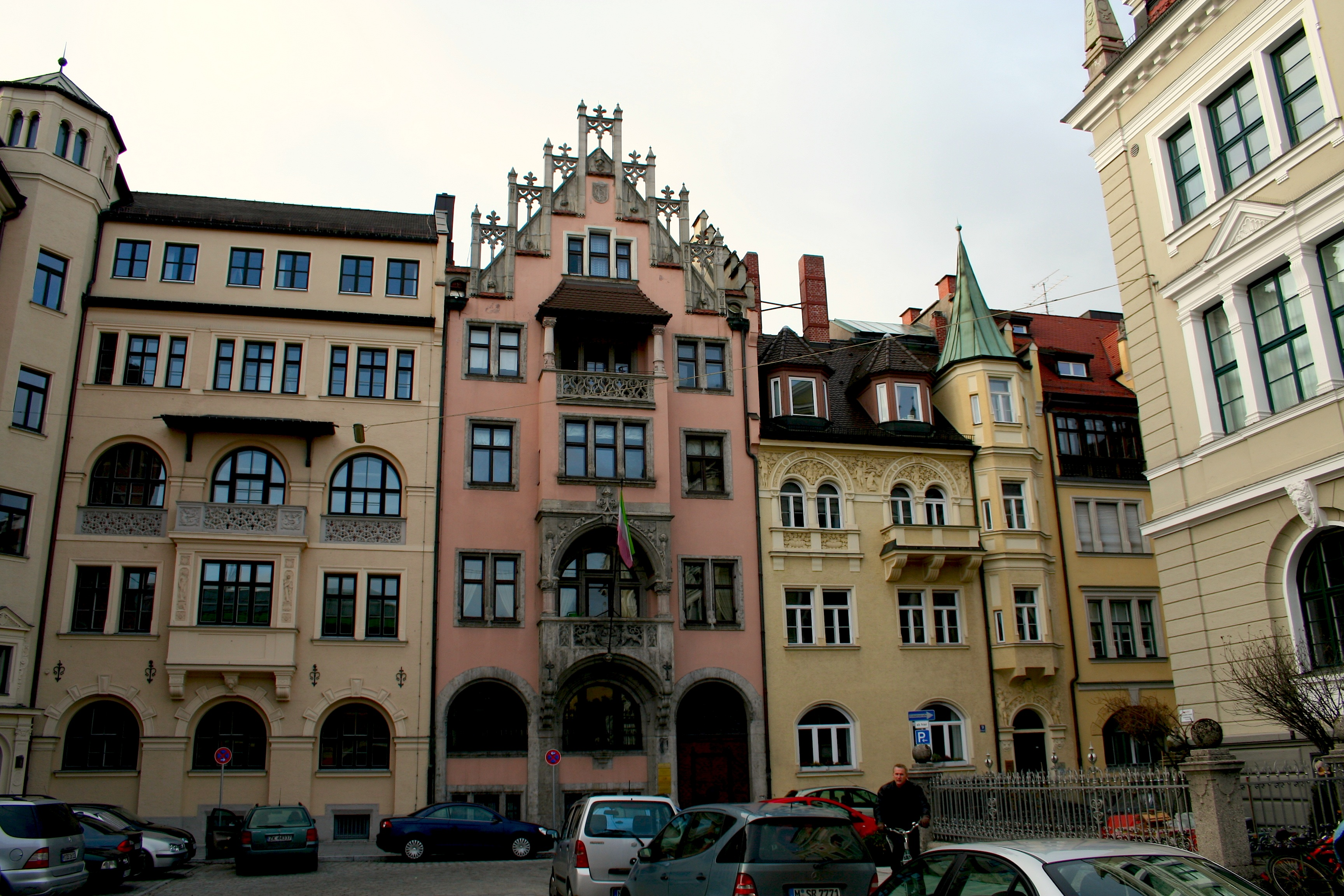
Richard-Wagner-Straße in der Maxvorstadt

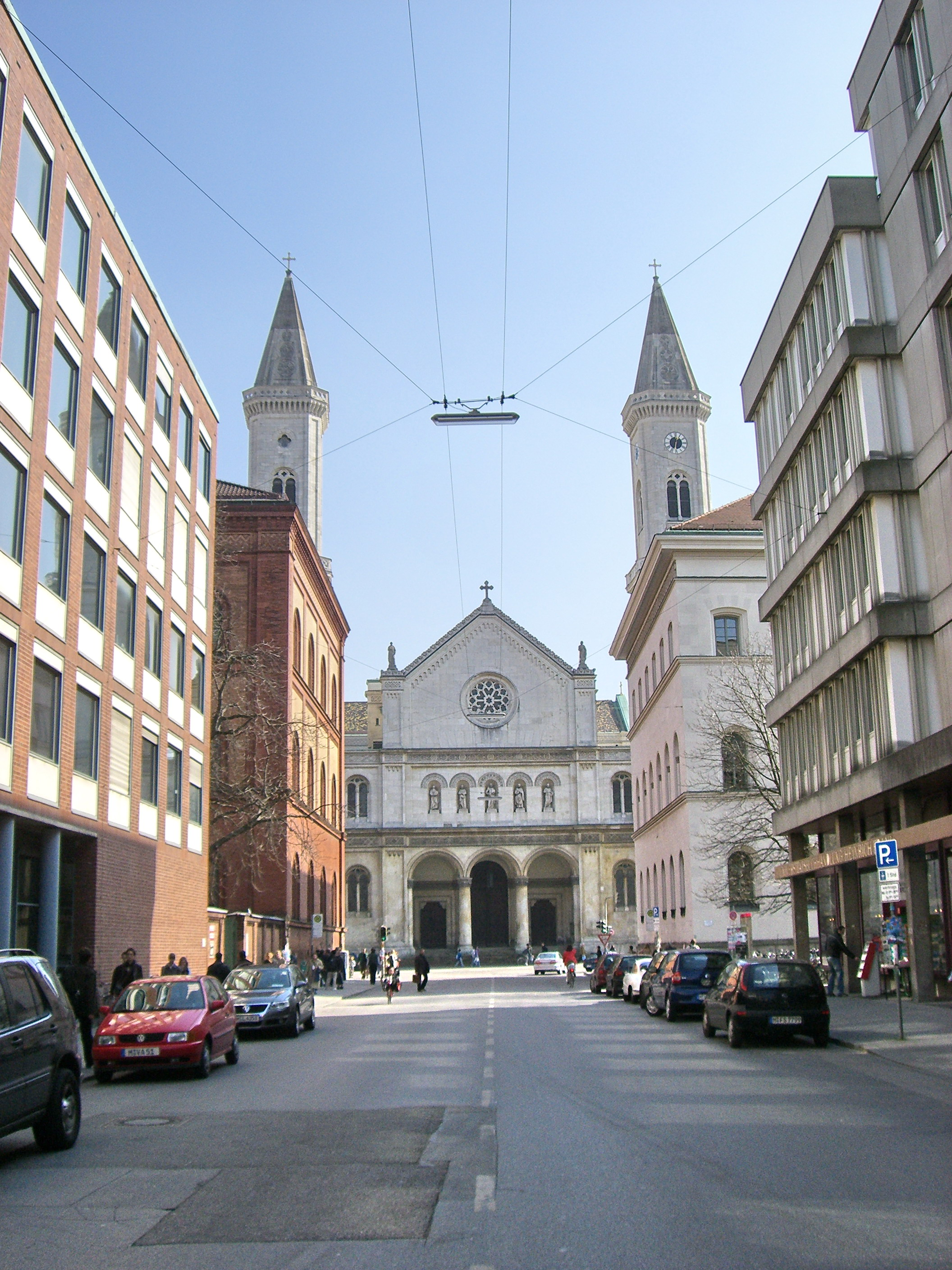
Schellingstraße mit Ludwigskirche

Die Maxvorstadt ist der Stadtbezirk 3 der bayerischen Landeshauptstadt München.
Der Stadtbezirk fasst seit der Stadtgebietsneugliederung 1992 die früheren Stadtbezirke 5, 6 und 7 (Maxvorstadt-Universität, Maxvorstadt-Königsplatz-Marsfeld und Maxvorstadt-Josephsplatz) zusammen. Er ist in neun Stadtbezirksteile untergliedert: Königsplatz, Augustenstraße, St. Benno, Marsfeld, Josephsplatz, Am alten nördlichen Friedhof, Universität, Schönfeldvorstadt und Maßmannbergl.

## Lage
Der Bezirk schließt sich zwischen Odeonsplatz und Stachus unmittelbar an den nordwestlichen Sektor der Altstadt an und wird im Osten durch den Englischen Garten begrenzt, im Norden grenzt er an Schwabing-Freimann und Schwabing-West, im Nordwesten an Neuhausen-Nymphenburg, im Südwesten an den Bezirk Schwanthalerhöhe und im Süden an den Bezirk Ludwigsvorstadt-Isarvorstadt. Die nördlichen Teile der Maxvorstadt werden oft irrtümlich Schwabing zugerechnet. Die Grenze zwischen der Maxvorstadt und Schwabing bildet die Georgenstraße.

## Verkehr
Die auf einem quadratischen Raster als Planstadt angelegte Maxvorstadt ist geprägt von den beiden Nord-Süd-Verbindungen Schleißheimer Straße und Ludwigstraße, zwischen denen die Parallelstraßen Amalienstraße, Türkenstraße, Barer Straße, Schraudolphstraße, Arcisstraße, Luisenstraße und Augustenstraße verlaufen. Die beiden Achsen werden verbunden durch die Ost-West-Verbindungen Gabelsbergerstraße, Theresienstraße, Heßstraße, Schellingstraße, Zieblandstraße, Görresstraße und Georgenstraße, wobei für Theresienstraße und Gabelsbergerstraße jeweils eine Einbahnstraßenregelung gilt, deren Richtungen einander entgegengesetzt sind.
Die Maxvorstadt ist im öffentlichen Nahverkehr durch die U-Bahn-Linie U2 mit den U-Bahnhöfen Königsplatz, Theresienstraße und Josephsplatz, durch die U-Bahn-Linien U3 und U6 mit dem U-Bahnhof Universität und durch die U-Bahn-Linie U1 mit dem U-Bahnhof Stiglmaierplatz erschlossen. Ebenso verkehren hier die Trambahnlinien 16, 17, 20, 21, 27 und 28 sowie mehrere MVG-Buslinien.

## Geschichte und Beschreibung
Die Maxvorstadt wurde zwischen 1805 und 1810 unter dem ersten bayerischen König Maximilian I. Joseph, nach dem sie auch benannt ist, als erste planmäßige Stadterweiterung konzipiert, gebaut wurde sie größtenteils erst nach 1825 unter Ludwig I. im klassizistischen Stil. Heute noch größtenteils so erhalten ist die Richard-Wagner-Straße mit Staatlicher Kunstgewerbeschule, heute Bayerische Staatssammlung für Paläontologie und Geologie. Als Erstes wurde die Ludwigstraße von der Feldherrnhalle bis zum Siegestor angelegt. Die Grenze zur Altstadt wird in etwa durch die Brienner Straße markiert.
Westlich der Ludwigstraße wurde ein rechtwinkliges, schachbrettartiges Straßennetz angelegt. Im südlichen Teil dieses Bereichs befinden sich der Wittelsbacher-, Karolinen- und Königsplatz. Im nördlichen Bereich des Straßennetzes wurde schließlich ein typisches Gründerzeitviertel errichtet, das im Zweiten Weltkrieg stark zerstört und in der Nachkriegszeit schnell und gesichtslos wieder aufgebaut wurde.

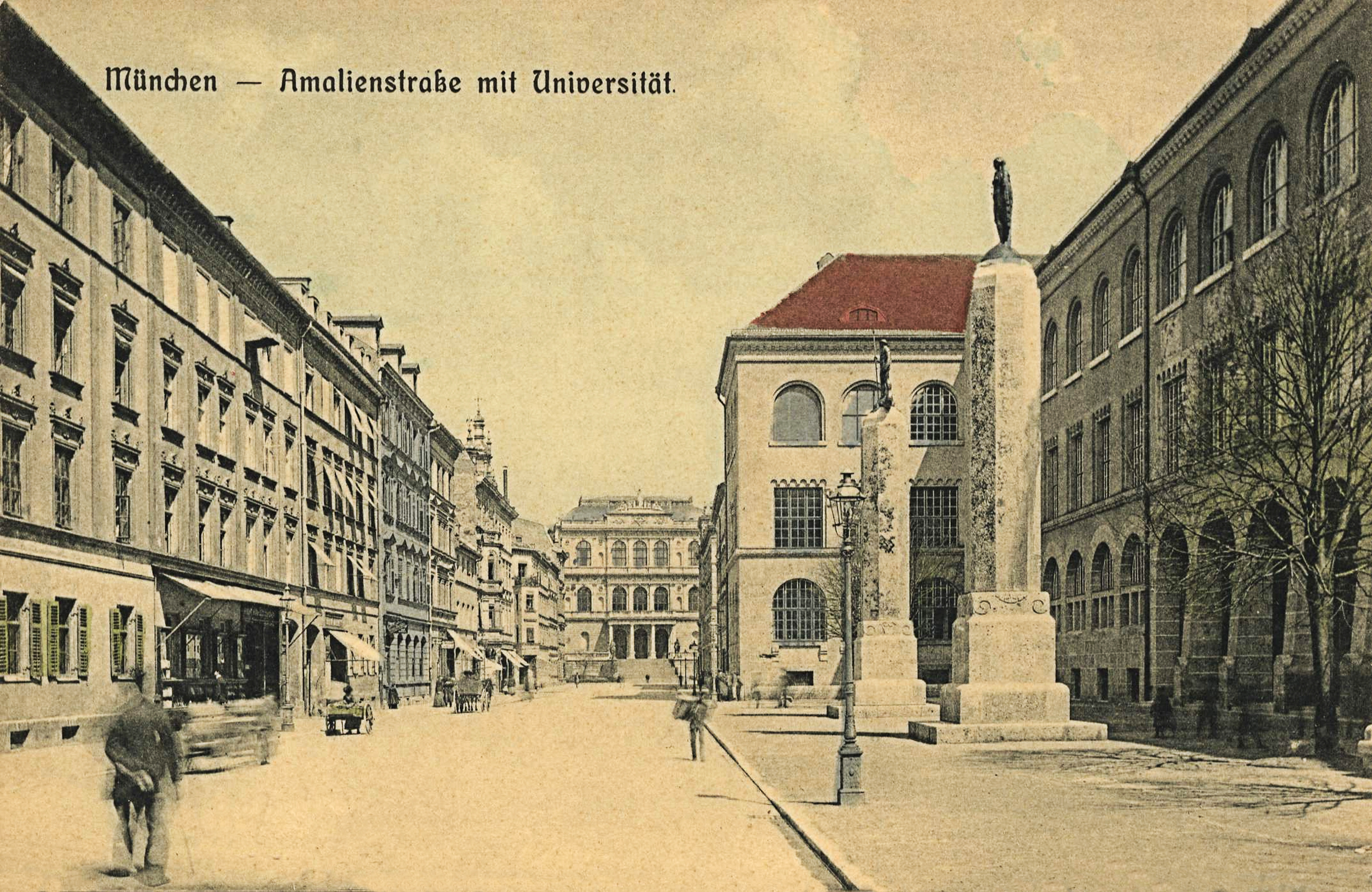
Amalienstraße um 1900

Der Bezirk verfügt im Kunstareal über überdurchschnittlich viele Einrichtungen im kulturellen und künstlerischen Bereich, viele der bedeutendsten Museen und Sammlungen der Stadt wie Alte- und Neue Pinakothek, Lenbachhaus mit Kunstbau, Staatliche Graphische Sammlung, Glyptothek und Antikensammlung, Museum kirchlicher Kunst im Georgianum sowie die Akademie der Bildenden Künste und die Hochschule für Musik und Theater sind hier beheimatet. Mit der Eröffnung der Pinakothek der Moderne im Jahr 2002 und dem Museum Brandhorst im Jahr 2009 kamen weitere kulturelle und städtebauliche Glanzlichter hinzu.
Auch viele Bildungseinrichtungen wie die Ludwig-Maximilians-Universität, die Technische Universität, die Hochschulen für Politik und Philosophie, die Fachhochschule, das Historische Kolleg, das Orff-Zentrum, die Staats- und Universitätsbibliothek sowie das Bayerische Hauptstaatsarchiv und Staatsarchiv München liegen in der Maxvorstadt. Außerdem haben wichtige Hauptverwaltungen von Banken, Versicherungen, Konzernen und Versorgungsunternehmen hier ihren Sitz, ebenso der Bayerische Rundfunk, das Landeskriminalamt, ein Großteil der Münchner Finanzämter und Gerichte, sowie die Spaten-Löwenbräu-Gruppe.
Die Konzentration von Arbeitsplätzen und die hohe Zahl von Studierenden (über 100.000) führen dazu, dass sich im Bezirk tagsüber knapp viermal so viel Menschen aufhalten wie tatsächlich dort wohnen. Die Maxvorstadt ist vor allem rund um die Hochschulen und die Kunstakademie ein typisches Akademiker- und Studentenviertel. Vieles von dem, was das typische „Schwabing-Bild“ prägt, gehört eigentlich zur Maxvorstadt. Unter den Bewohnern dominiert die Altersgruppe der 20- bis 30-Jährigen, während Kinder unter 15 Jahren und alte Menschen zahlenmäßig zurücktreten. Überdurchschnittlich hoch ist der Anteil an Einpersonenhaushalten, und auch die Fluktuation ist hoch. Ursache hierfür ist auch die Wohnungsstruktur im Viertel mit einem hohen Anteil an kleinen Ein- und Zweizimmerwohnungen. Zwei Drittel des Wohnungsbestandes stammen aus der Zeit nach 1948. Viele bekannte Personen haben in der Maxvorstadt gewohnt, beispielsweise Georg Elser, Thomas Mann, Franz von Stuck, Wolfgang Pauli, Franz Josef Strauß, Adolf Hitler und Joseph Ratzinger.
In der Maxvorstadt befinden sich viele Orte im Zusammenhang mit der Zeit des Nationalsozialismus.
- Adolf Hitlers Wohnung/Zimmer von Mai 1913 bis August 1914 lag an der Schleißheimer Straße 34.
- Im „Braunen Haus“ in der Brienner Straße befand sich die Parteizentrale der NSDAP, es wurde im Krieg zerstört. Die Ruine wurde von den Amerikanern gesprengt.

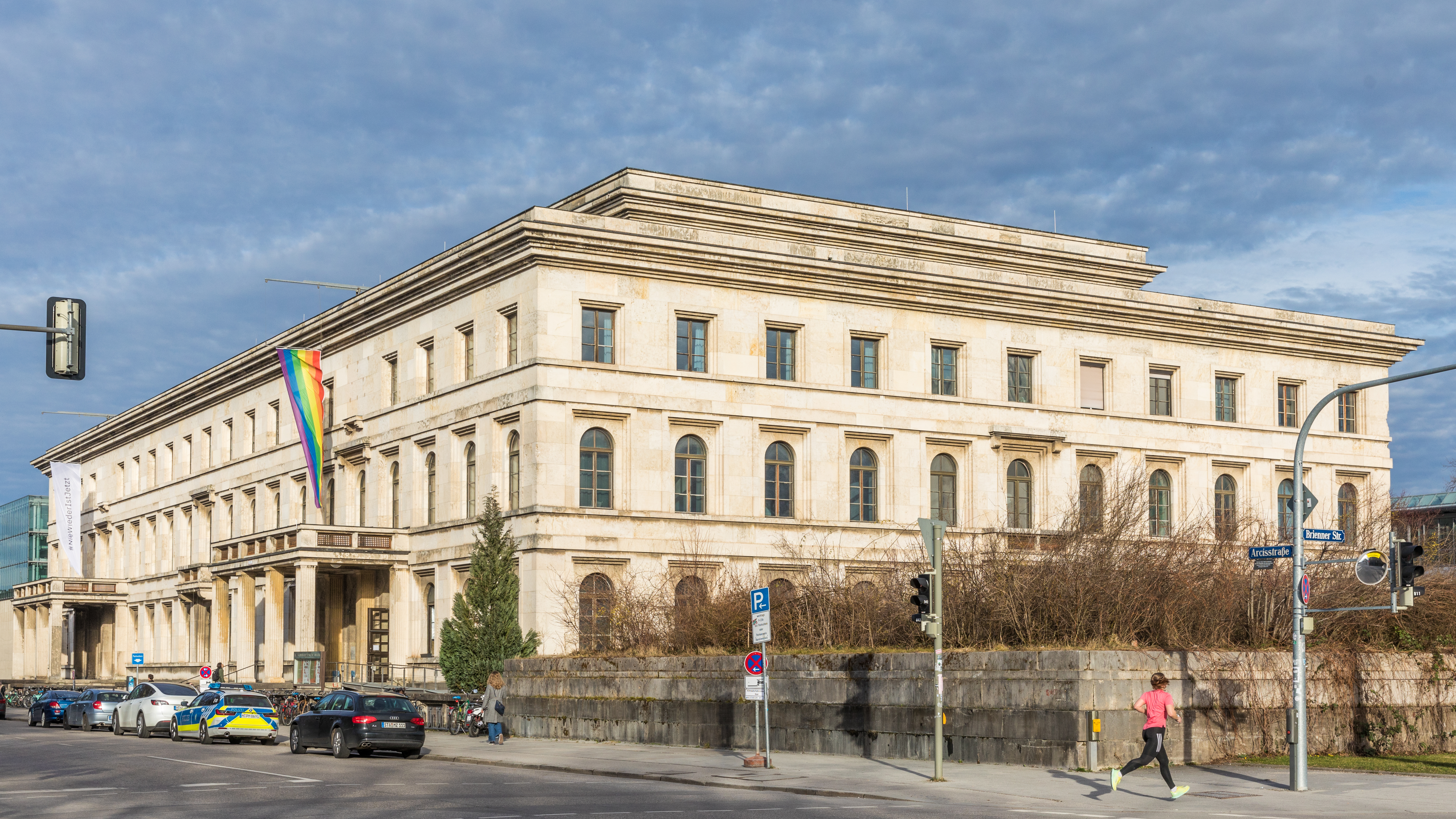
Ehemaliger „Führerbau“

- In der Nähe des Königsplatzes errichteten die Nationalsozialisten zwei große neoklassizistische Bauten. In dem einen davon, dem „Führerbau“, wurde u. a. das Münchner Abkommen unterzeichnet. Heute befinden sich die Musikhochschule und Einrichtungen des Münchner Hauses der Kulturinstitute darin.
- Direkt daneben befanden sich die „Ehrentempel“ für die „Gefallenen“ des Hitler-Putsches von 1923. Diese wurden nach Kriegsende auf Befehl der amerikanischen Militärregierung gesprengt.
- Der Königsplatz war einer der Orte der Bücherverbrennung und diente als Aufmarschplatz für die „alten Kämpfer“ in Erinnerung an den Hitlerputsch vom 9. November 1923.
- Im „Wittelsbacher Palais“ befand sich die Gestapo-Zentrale, in der neben vielen anderen Opfern des Regimes auch Sophie Scholl verhört wurde. Das Gebäude wurde im Krieg zerstört, heute befindet sich dort ein Gebäude der Bayerischen Landesbank. An der Ecke der Brienner- zur Türkenstraße befindet sich eine Gedenktafel.
- im Alten Botanischen Garten befindet sich der Kunstpavillon München, ehem. Atelier von Josef Thorak.

Weitere Bauten befanden sich im Zuge der Umgestaltung Münchens zur „Hauptstadt der Bewegung“ in Planung, kamen aber wegen des Krieges nicht mehr zur Ausführung. Nach vielen Diskussionen wurde im November 2005 vom Münchner Stadtrat beschlossen, auf dem ehemaligen Grundstück des „Braunen Hauses“ ein NS-Dokumentationszentrum einzurichten, das 2015 eröffnet wurde.
1975 wurde in der Arcisstraße der erste Frauenbuchladen Deutschlands, Lillemors Frauenbuchladen, gegründet. Von 2000 bis 2023 befand er sich in der Barer Straße.
Seit Ende des 20. Jahrhunderts vollzieht sich auch in der Maxvorstadt ein Strukturwandel in der Form, dass Flächen, auf denen früher Industrie und Gewerbe ansässig waren, sich in Wohn- und Arbeitsquartiere verwandeln. Dies betrifft zum Beispiel das ehemalige Brauereigelände hinter dem Löwenbräukeller im Dreieck zwischen Sandstraße, Nymphenburger und Dachauer Straße, wo bis 2011 insgesamt 70.000 Quadratmeter Bruttogeschossfläche bezugsfertig werden. Ferner haben die beiden größten Münchner Hochschulen einige ihrer Lehr- und Forschungsstandorte, die sich zuvor in der Maxvorstadt befunden haben, an den Stadtrand nach Großhadern oder nach Martinsried oder Garching verlagert. Auf den frei gewordenen Flächen entstanden unter anderem Wohnungen, Bildungseinrichtungen und Büros. Beispielsweise befindet sich am Ort des ehemaligen großen Biologie-Hörsaales der Ludwig-Maximilians-Universität München seit 2007 das Charles Hotel. 2011 bezog die Hochschule für Film und Fernsehen (HFF) einen Neubau in der Gabelsberger Straße, das Staatliche Museum für Ägyptische Kunst folgte wenig später.

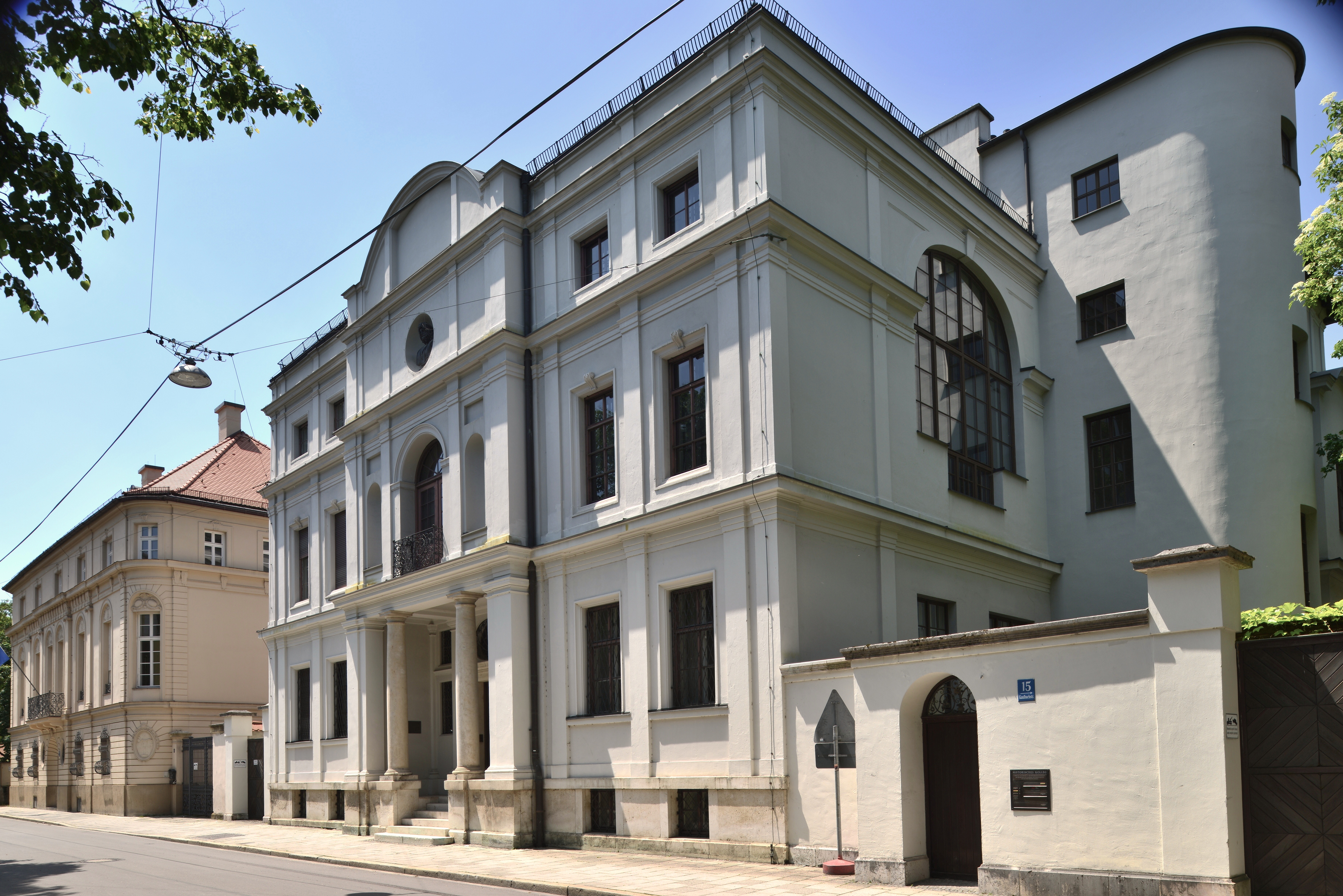
Kaulbachvilla

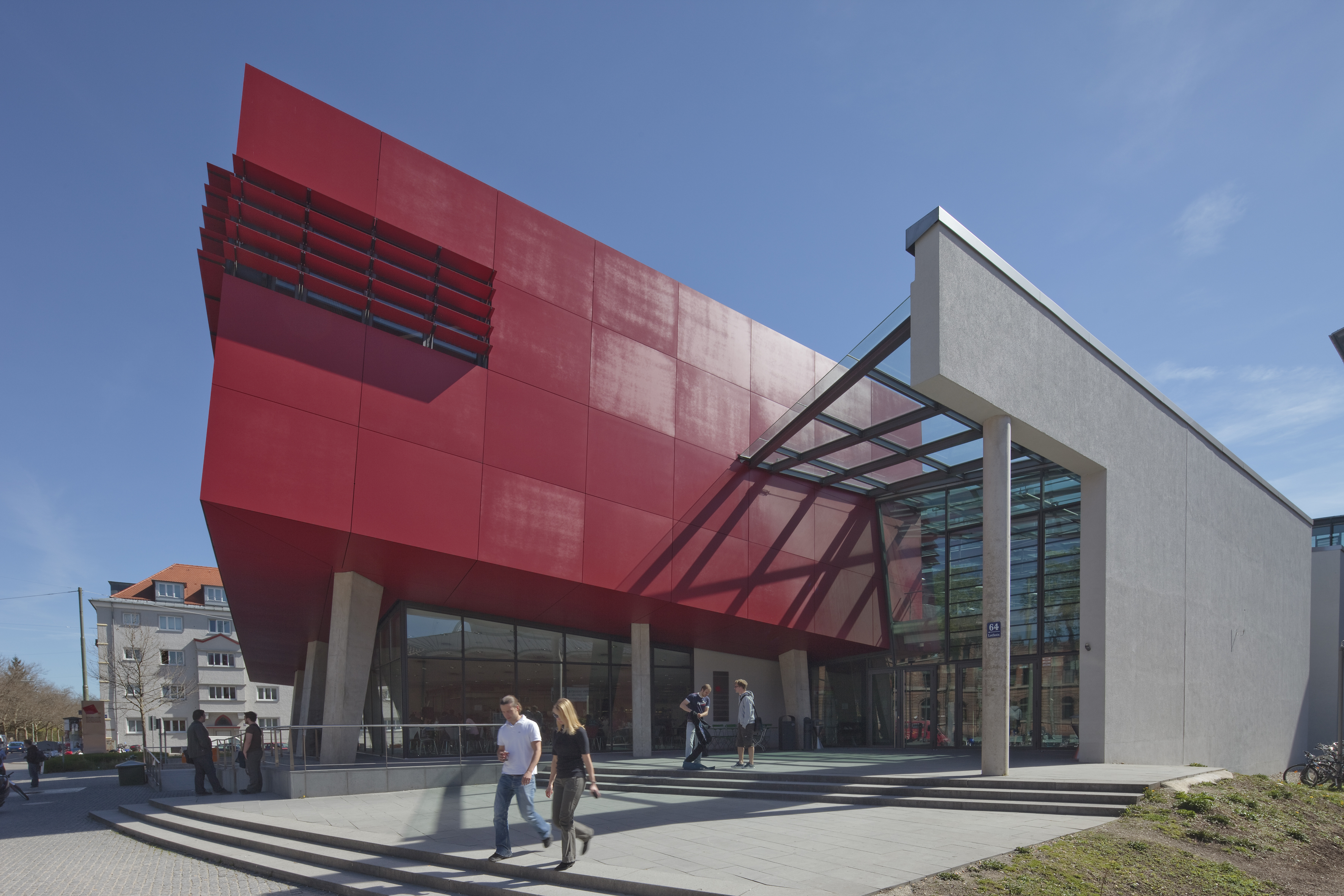
Hochschule München

## Bedeutende Bauwerke und Orte

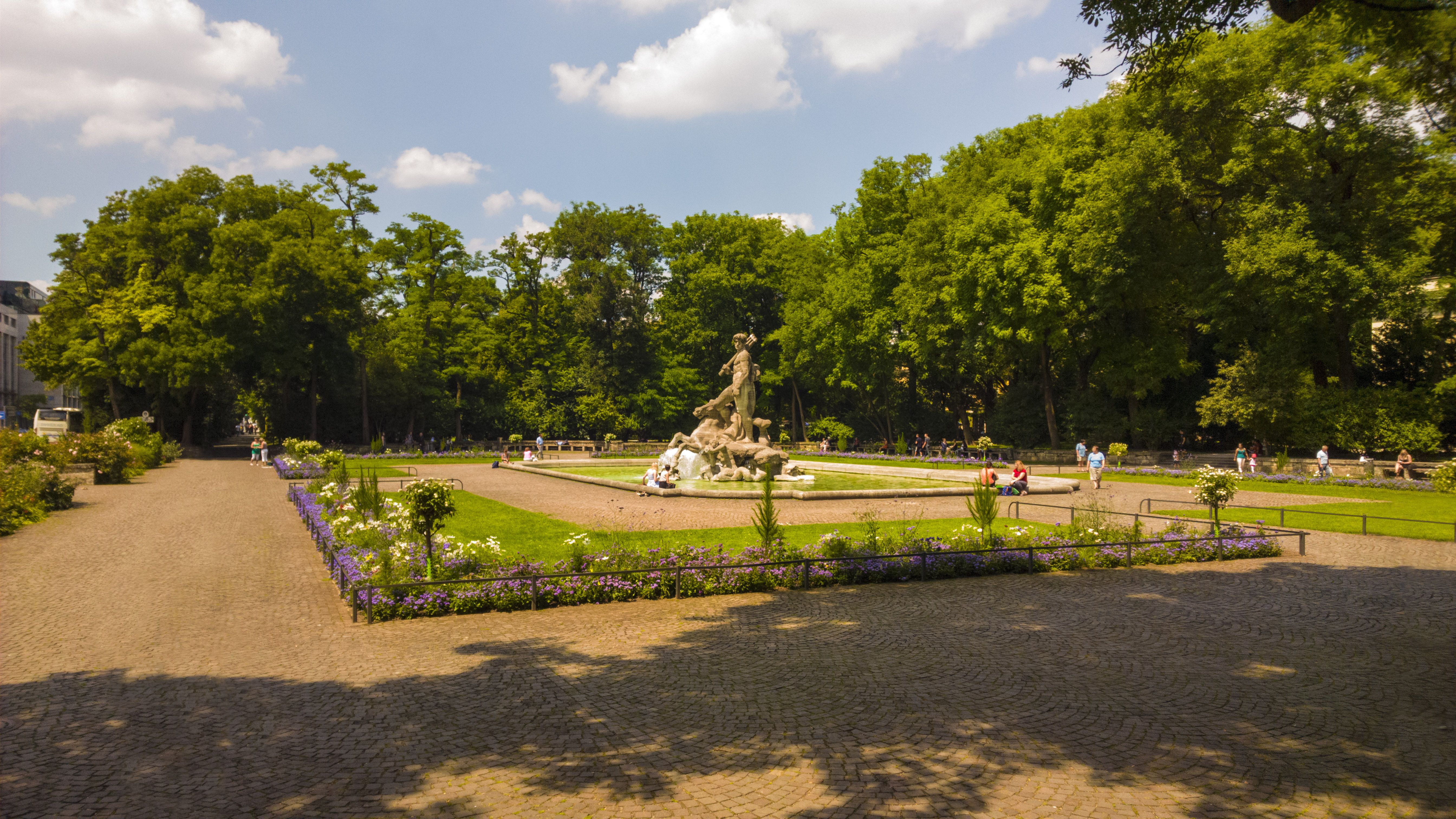
Alter Botanischer Garten

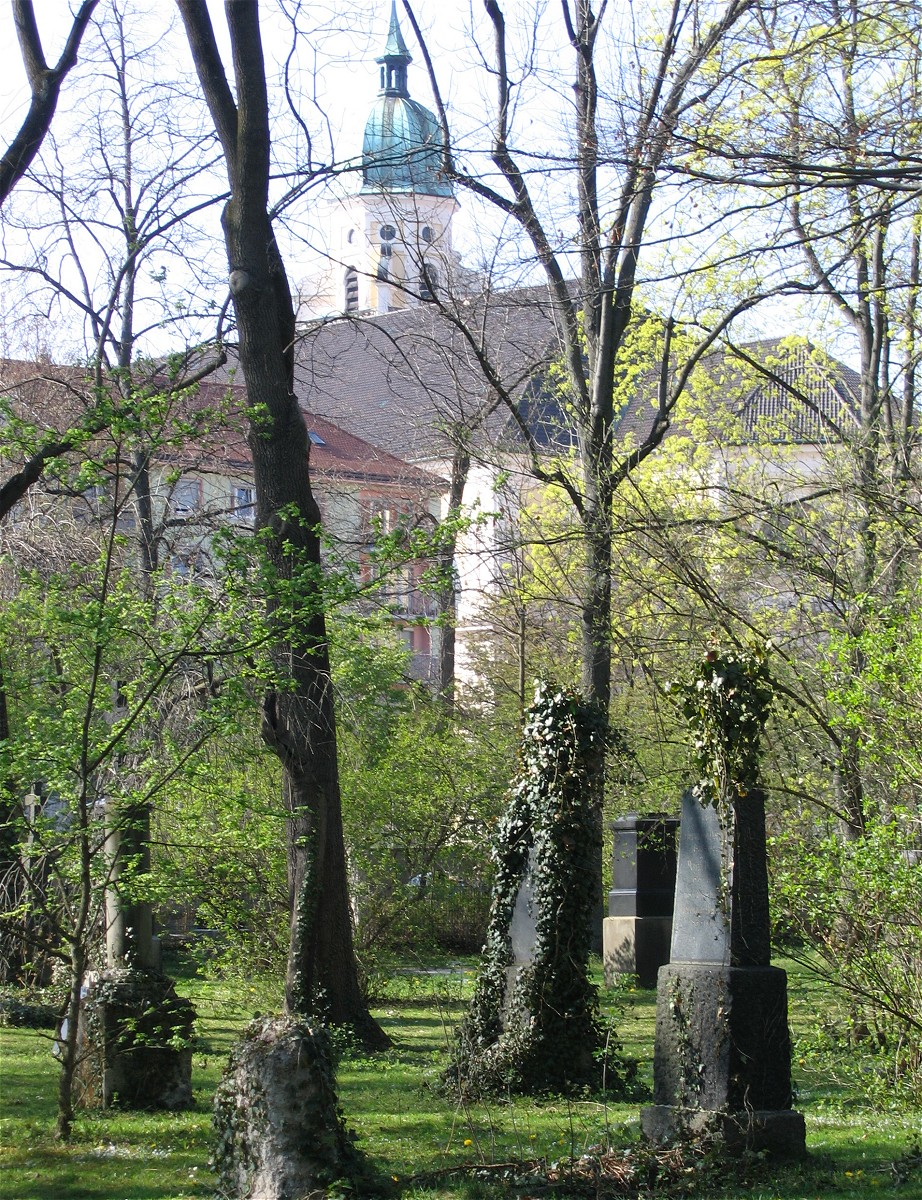
Der Alte Nördliche Friedhof mit St. Joseph im Hintergrund

Außer den oben bereits erwähnten Kultur- und Bildungseinrichtungen sind die Josephskirche am Josephsplatz, St. Ludwig an der Ludwigsstraße und die St.-Markus-Kirche (evangelische Universitätskirche, erbaut 1877) an der Gabelsbergerstraße markante Bauwerke, außerdem die in der Nähe des Königsplatzes gelegene Abtei St. Bonifaz. Im Bezirk liegt auch der Alte Nördliche Friedhof (nicht zu verwechseln mit dem Nordfriedhof). Da dort bereits seit 1939 keine Bestattungen mehr stattfinden, wird er heute als Parkanlage genutzt.
Zwischen der Nymphenburger Straße im Norden und der Marsstraße im Süden liegen die beiden bekannten Münchener Brauereien Löwenbräu und Spaten-Franziskanerbräu in direkter Nachbarschaft.
In der Maxvorstadt befindet sich das Kunstareal München.

## Die Maxvorstadt in den Medien
Das 1976 vom Hessischen Rundfunk produzierte, von Gerhard Polt verfasste und – in rund 50 unterschiedlichen Rollen – selbst gesprochene Hörspiel Als wenn man ein Dachs wär in seinem Bau behandelt die Veränderungen des Viertels um die Amalienstraße durch Strukturmaßnahmen in den 1970er Jahren.

## Statistik
(Stand jeweils am 31. Dezember, Einwohner mit Hauptwohnsitz)
| Jahr | Einwohner | davon Ausländer | Einwohner je km² |
| ---- | --------- | --------------- | ---------------- |
| 2000 | 41.725    | 10.391 (24,9 %) | 09.725           |
| 2001 | 42.159    | 10.533 (25,0 %) | 09.826           |
| 2002 | 41.606    | 10.277 (24,7 %) | 09.697           |
| 2003 | 41.502    | 10.309 (24,8 %) | 09.674           |
| 2004 | 41.581    | 10.285 (24,7 %) | 09.689           |
| 2005 | 42.201    | 10.442 (24,7 %) | 09.828           |
| 2006 | 46.058    | 10.838 (23,5 %) | 10.728           |
| 2007 | 47.711    | 11.111 (23,3 %) | 11.113           |
| 2008 | 48.884    | 11.304 (23,1 %) | 11.378           |
| 2009 | 48.619    | 10.888 (22,4 %) | 11.312           |
| 2010 | 48.875    | 10.865 (22,2 %) | 11.372           |
| 2011 | 49.498    | 11.356 (22,9 %) | 11.517           |
| 2012 | 50.877    | 12.225 (24,0 %) | 11.838           |
| 2013 | 51.642    | 12.878 (24,9 %) | 12.016           |
| 2014 | 52.575    | 13.671 (26,0 %) | 12.233           |
| 2015 | 53.743    | 14.937 (27,8 %) | 12.504           |
| 2016 | 53.443    | 14.892 (27,9 %) | 12.435           |
| 2017 | 51.311    | 13.003 (25,3 %) | 11.939           |
| 2018 | 51.402    | 13.051 (25,4 %) | 11.960           |
| 2019 | 51.834    | 13.257 (25,6 %) | 12.060           |
| 2020 | 51.530    | 13.203 (25,6 %) | 11.989           |
| 2021 | 51.228    | 13.061 (25,5 %) | 11.918           |
| 2022 | 52.269    | 14.171 (27,1 %) | 12.161           |
| 2023 | 51.945    | 13.782 (26,5 %) | 12.085           |
| 2024 | 52.434    | 14.030 (26,8 %) | 12.199           |

Quelle mit weiteren Daten

## Politik
- SPD: 5
- Grüne: 12
- FW/ÖDP: 1
- FDP: 1
- CSU: 5
- AfD: 1

Der Bezirksausschuss der Maxvorstadt wurde zuletzt am 15. März 2020 gewählt. Die Sitzverteilung lautet wie folgt: Grüne 12, SPD 5, CSU 5, FDP 1, FW/ÖDP 1 und AfD 1. Von den 40.278 stimmberechtigten Einwohnern in Maxvorstadt haben 20.834 von ihrem Wahlrecht Gebrauch gemacht, womit die Wahlbeteiligung bei 51,7 Prozent lag.